# Frukt
För andra betydelser, se Frukt (olika betydelser).

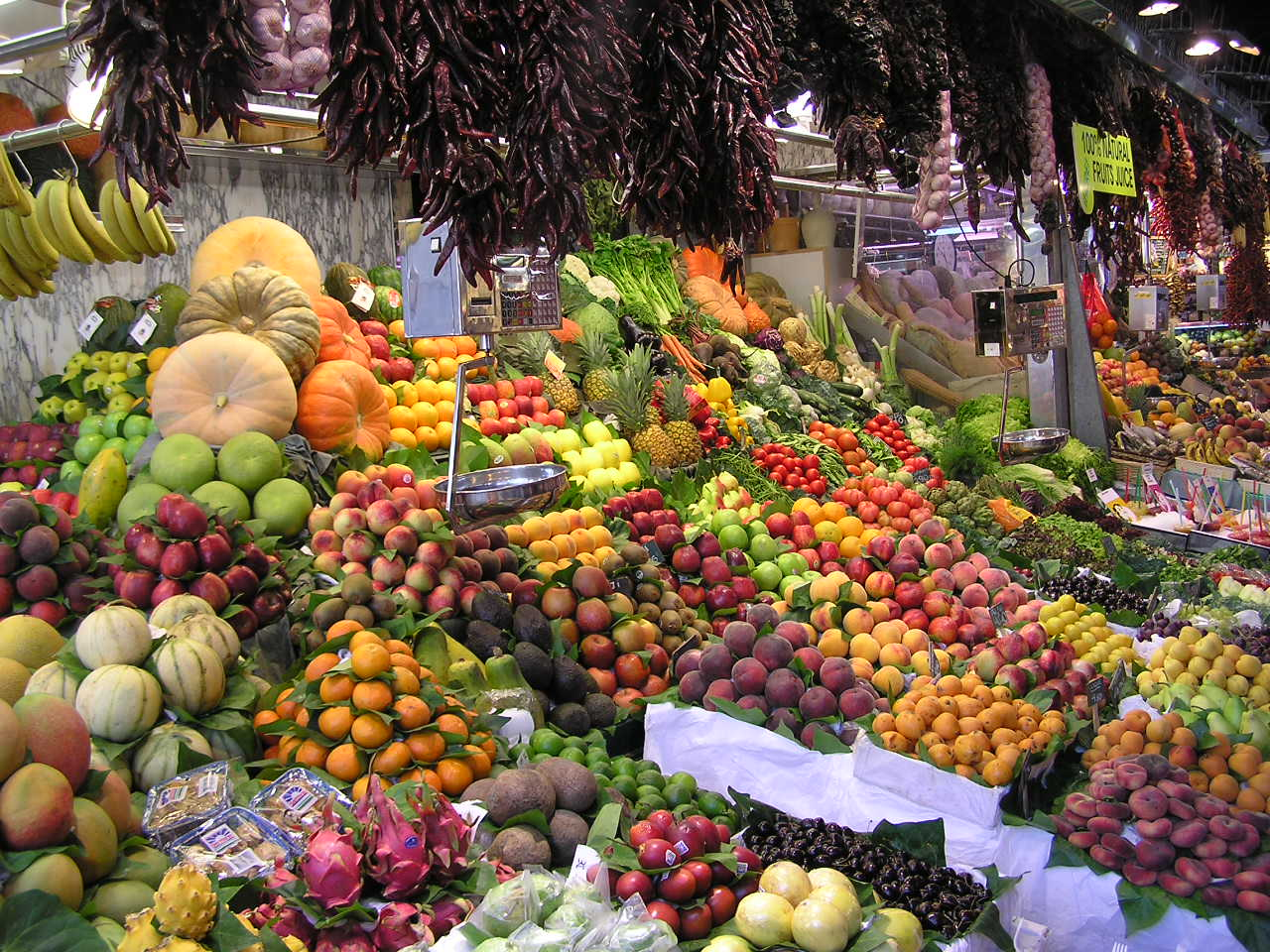
Fruktstånd med frukt, i vardaglig mening

Kapselfrukt hos Jungfrun i det gröna, en botanisk frukt

En frukt är i botanisk mening blomväxtdelar som bildas för att fortplantning av växten ska kunna ske.
Frukterna varierar mycket i utseende beroende på växtart. De kan till exempel ha formen av nöt, bär, kapsel eller stenfrukt. Många frukter, såsom tomat och avokado, räknas vanligtvis som grönsaker snarare än vad man vardagligt brukar räkna som frukter. Frukter delas botaniskt in i två huvudgrupper: äkta frukter och skenfrukter, även kallade falska frukter. De senare består av fler delar av blomman än bara fruktämnet. Skenfrukter kan till exempel innehålla även blombottnen.
Många frukter är formade så att djur och människor tycker om att äta dem samtidigt som fröna passerar matsmältningen intakta.[källa behövs] En del frukter sparas av olika djur och fåglar men glöms sedan bort. Dessa beteenden bidrar till att växterna sprids i omgivningarna, samt att djur och människor överlever så att processen kan fortlöpa.

## Användning

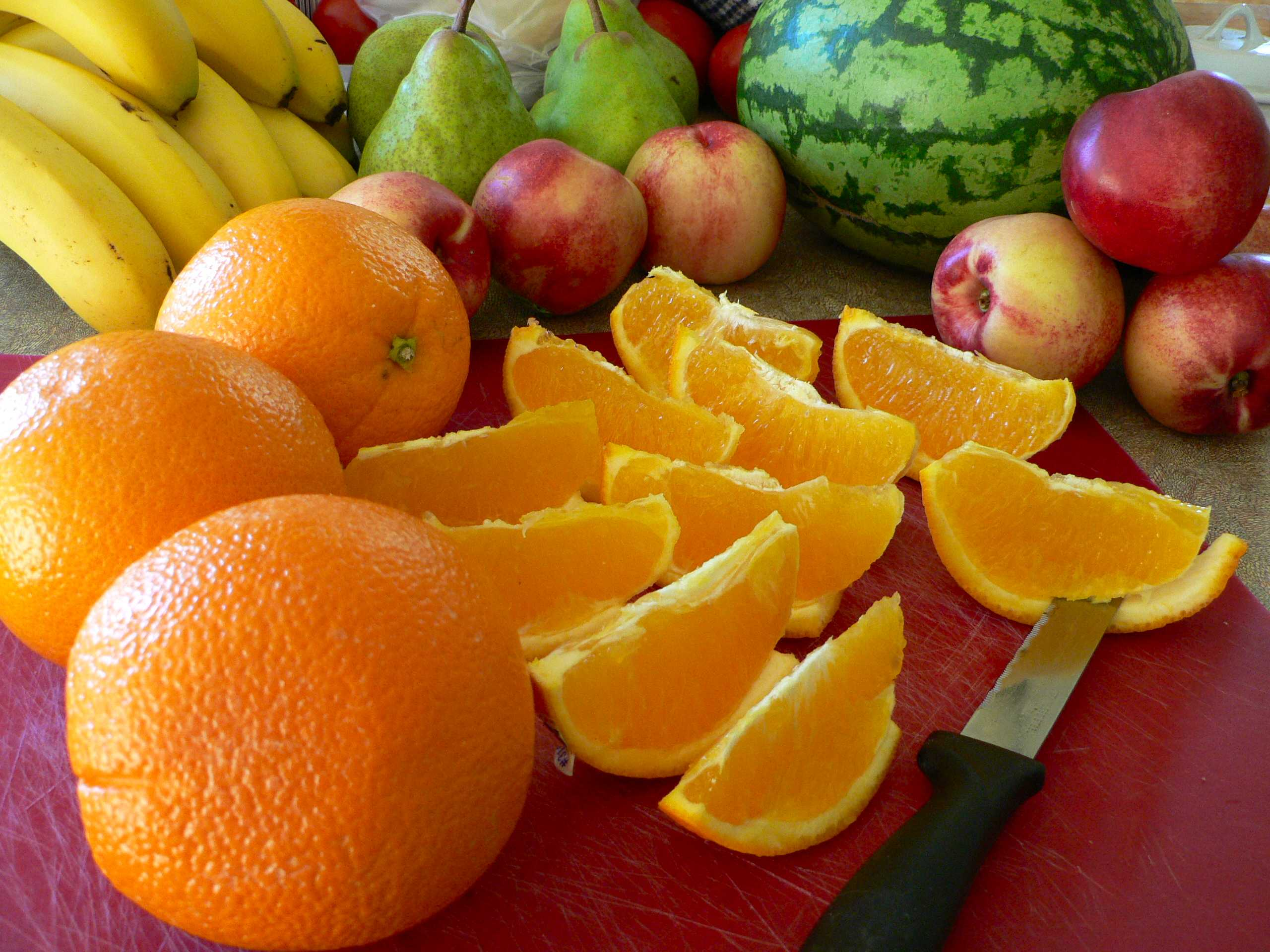
Apelsiner, bananer, päron, äpplen och en vattenmelon.

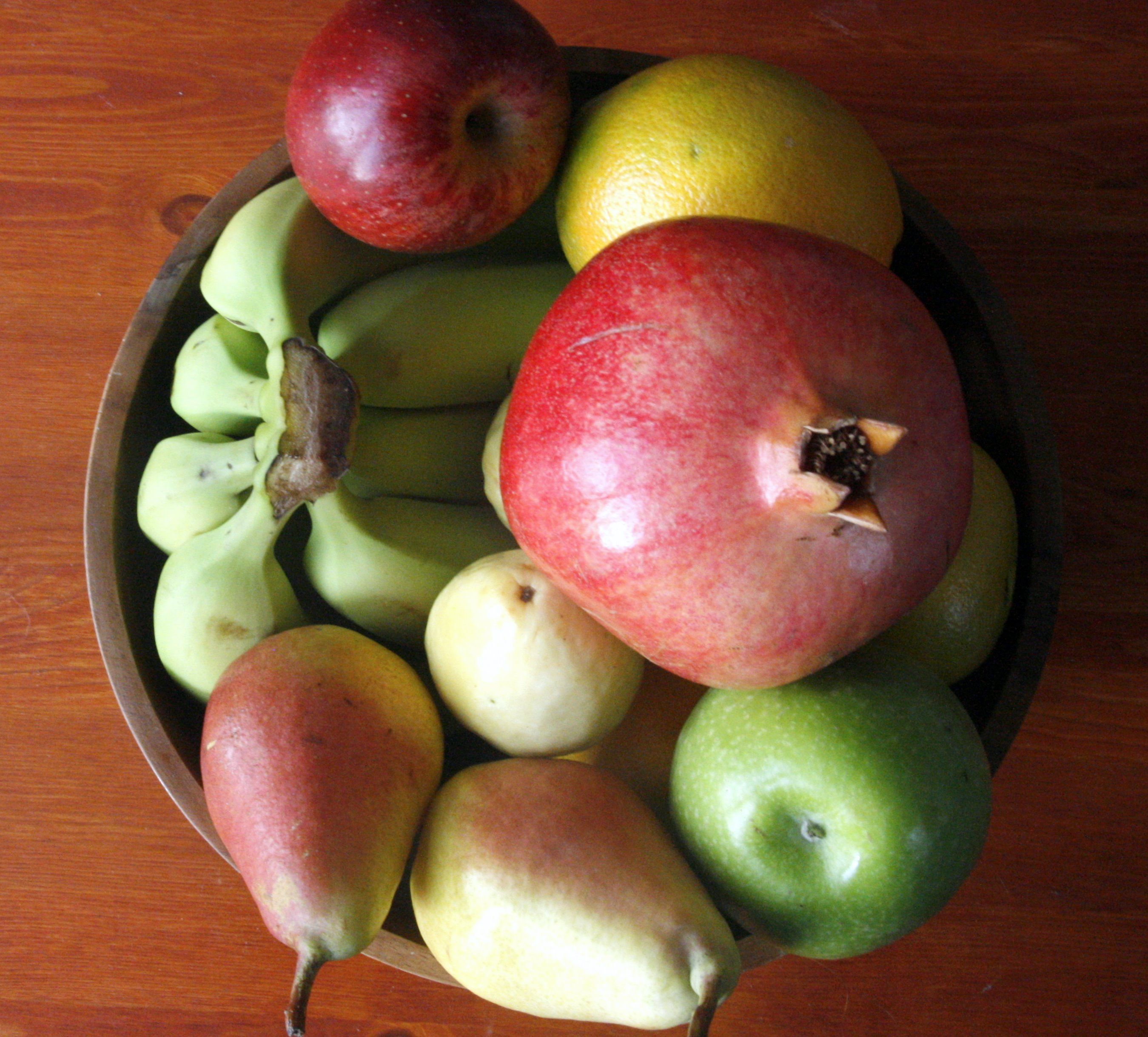
Fruktskål med granatäpple, päron, äpplen, bananer, en apelsin och en guava.

Flera hundra frukter är kommersiellt viktiga som mänsklig mat, och äts både färsk och som sylter, marmelader, och andra konserveringsmetoder. Frukter finns även i tillverkade maträtter som kakor, muffins, yoghurt, glass, tårtor och så vidare. Många frukter används i drycker, såsom fruktjuicer (apelsinjuice, äppeljuice och så vidare) eller alkoholhaltiga drycker som vin eller brandy. Äpplen används ofta i vinäger. Frukter ges även bort. Fruktkorgar och fruktbuketter är några vanliga former av fruktgåvor.
Många grönsaker är botaniska frukter, såsom tomater, paprikor, aubergine, okra, squash, pumpa, haricots verts och gurka. Oliver pressas till olivolja. Kryddor som vanilj, paprikapulver, kryddpeppar och svartpeppar kommer från bär.

### Näringsvärden
Frukter har generellt höga fiber-, vatten-, vitamin C,- och sockernivåer, även om den senare varierar mycket från enbart små spår i lime till 61% av den färska vikten i dadeln. Regelbunden konsumtion av frukt associeras med reducerad risk för cancer, hjärt- och kärlsjukdomar, stroke, Alzheimer, starr och några av de sjukdomar som kommer med åldern.
Dieter som inkluderar en tillräcklig mängd kalium från frukter och grönsaker hjälper även till att reducera risken att utveckla njurstenar och kan hjälpa att reducera effekten av benskörhet. Frukter har även en låg kalorihalt som kan hjälpa till att minska kaloriintaget som en del av en viktminskningsdiet. Studier visar dock att socker (som utgör en stor del av energikällan i frukt) är svårare att hålla mättnaden, jämfört med andra energikällor.

### Andra användningsområden än mat
Eftersom frukt har varit en stor del av den mänskliga dieten har olika kulturer utvecklat många olika användningsområden för olika frukter som inte är beroende av att de är ätbara. Många torra frukter används som dekorationer eller i arrangemang med torkade blommor, såsom elefantsnabel, lotusblomma, vete, judaspenningar och sidenört. Dekorativa träd och buskar odlas ofta för sina färgrika frukter, såsom järnek, eldtorn, olvon, vinterbär, glasbär och oxbär.
Frukter från opiumvallmo är källan till opium som innehåller drogerna morfin och kodein, såväl som det biologiskt inaktiva kemiska tebain från vilken drogen oxikodon syntetiserat. Citrusmullbär används för att stöta bort kackerlackor. Lagerbär ger ett vax som ofta används vid ljustillverkning. Många frukter innehåller naturliga färger, såsom valnöt, sumak, körsbär och mullbär. Torkade kalebasser används till dekorationer, vattenkannor, fågelhus, musikinstrument, koppar och tallrikar. Pumpa karvas till Jack-o'-lantern till Halloween. Den taggiga frukten från kardborrar eller gullfrö inspirerade till uppfinnandet av kardborrband. Kokosfiber är ett fiber från kokosnöten som används till dörrmattor, borstar, madrasser, kakelplattor, säckväv och isolering med mera. Skalet från kokosnöten används för att göra souvenirer, koppar, skålar, musikinstrument och fågelhus.

## Frukter

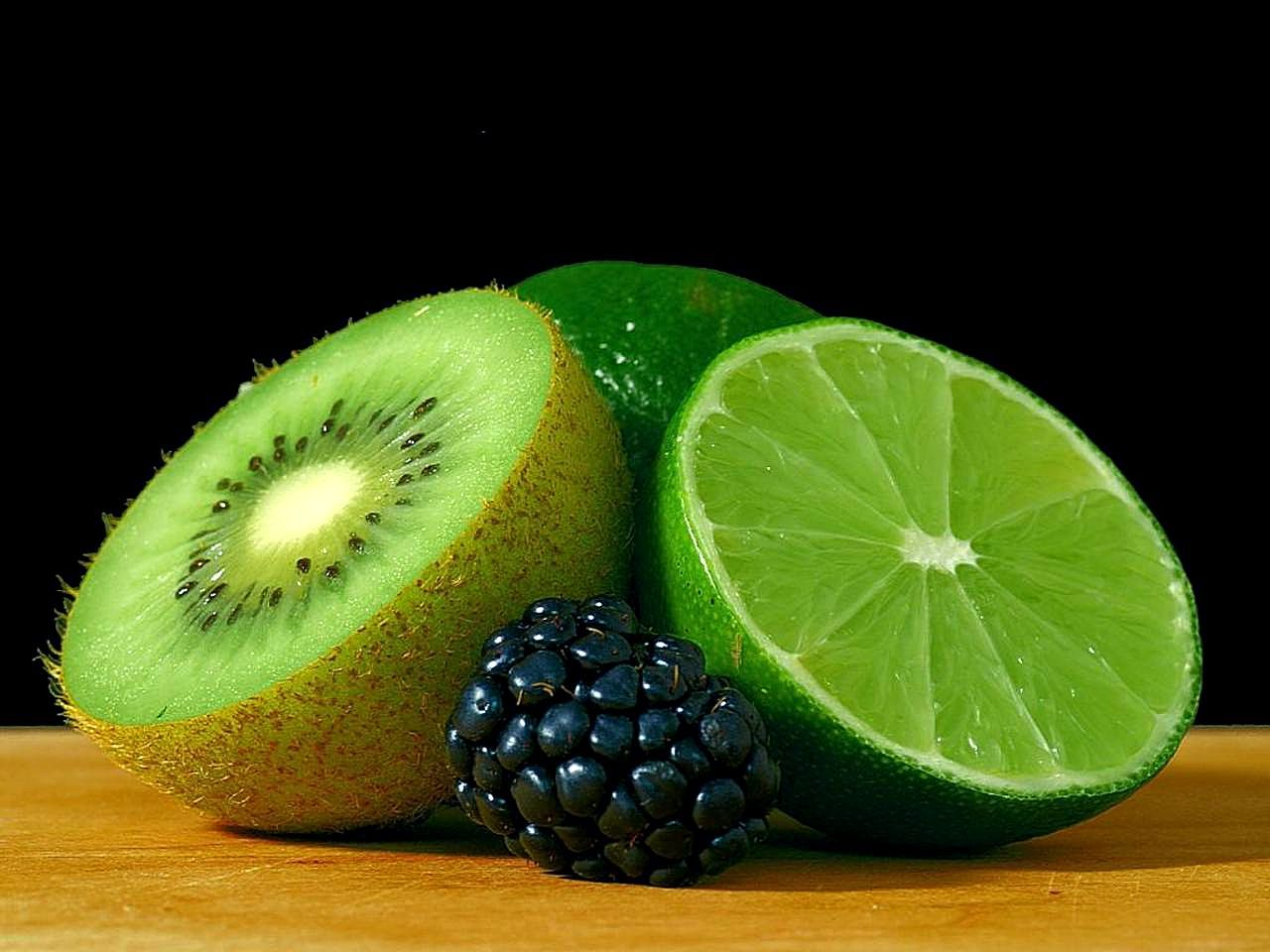
Kiwi, björnbär och lime.

| - ananas - apelsin - aprikos - baljväxter (baljan) - banan - carambola (stjärnfrukt) - citron - citrusfrukt - clementin - granatäpple - grapefrukt - kaktusfikon - kumquat - kiwi | - lime - mandarin - mango - melon - nektarin - papaya - passionsfrukt - persika - plommon - päron - satsuma - sharon - äpple |